# Gloriella Music
Gloriella Music war eine deutsche Musik- und Tonträgerproduktionsfirma (Plattenfirma) mit Sitz in München. Sie wurde im Herbst 2007 von Erfolgsproduzent Jack White gegründet und bediente vor allem die Genres Deutscher Schlager und deutschsprachige Popmusik. 2014 beendete Jack White seine Tätigkeit als Musikproduzent und ging in den Ruhestand, zeitgleich verkaufte er seine Plattenfirma an den bisherigen Vertriebspartner Sony Music.

## Künstler, die bei Gloriella Music unter Vertrag standen
- Geschwister Hofmann
- Ireen Sheer
- Jörg Bausch
- Lena Valaitis
- Michael Morgan
- Pascal Silva
- Paulina Vereti
- Roland Kaiser
- Rosi & Leo
- Tony Marshall
- Truck Stop